# Pseudobradya tenella
Pseudobradya tenella är en kräftdjursart som beskrevs av Sars 1920. Pseudobradya tenella ingår i släktet Pseudobradya och familjen Ectinosomatidae. Arten har ej påträffats i Sverige. Inga underarter finns listade i Catalogue of Life.